# Édouard Dammouse
Pour les articles homonymes, voir Dammouse.
Édouard Dammouse né le 28 octobre 1850 à Belleville (Seine) et mort le 15 janvier 1903 à Sèvres (Hauts-de-Seine) est un peintre et céramiste français.

## Biographie
Second fils de Pierre-Adolphe Dammouse (1817-1880), employé comme sculpteur et décorateur à la Manufacture de Sèvres, et de Rose Victoire Papy qui se sont mariés à Paris le 5 avril 1845, Édouard Dammouse a un frère aîné Albert, également sculpteur et céramiste.
Félix Lafond (1850-1917) et son ami Édouard Dammouse sont engagés chez le faïencier François Laurin (1826-1901) à Bourg-la-Reine. En 1871, Ernest Chaplet (1835-1909) et son assistant Félix Lafond mettent au point la barbotine sur terre cuite. 
Chaplet quittera cette maison vers la fin de 1874 pour s'installer à son compte au 8 Grande Rue dans la même ville jusqu'en 1875, mais devant les difficultés financières il rejoindra Haviland à Auteuil. Le peintre Félix Bracquemond (1833-1914) va, en 1876, débaucher les meilleurs collaborateurs de Laurin, dont Édouard Dammouse et Félix Lafond, pour les attirer vers cette manufacture à Auteuil, chez Haviland, ainsi qu'Albert Dammouse avec lequel il a créé le Service aux Oiseaux ,.
Édouard Dammouse va avec son frère Albert s'orienter vers la faïence dont la gamme des coloris pour la décoration était plus étendue que celle de la porcelaine. En 1887, l'atelier d'Albert Dammouse est situé au 12 rue des Fontaines à Sèvres.
Il va apprendre le métier auprès de Félix Bracquemont et se perfectionner auprès de son épouse Marie Bracquemond, qui fréquente de nombreux peintres, dont Claude Monet.
En 1890, il est domicilié à Sèvres, rue de la Grande Haie.
Il meurt célibataire à son domicile au 24 sente de la Grande Haie à Sèvres.

## Œuvres dans les collections publiques
- Bourg-la-Reine : collection de la ville.
- Limoges, musée Adrien-Dubouché : Vase à décor de fleurs[5].
- Paris : 
  - musée Carnavalet : Vue de l’atelier d’Albert Dammouse, huile sur toile.
  - Petit Palais : Vase japonisant[6].
- Sèvres, musée national de Céramique.

## Salons et expositions
- Salon de 1879 : Portrait du père Devers[7].
- Salon des artistes français :
  - 1881 : Le Chemin du bédouin[8] ;
  - 1884 :  L'Étang des Vaux de Cernay[8] ;
  - 1899 : Vue de l’atelier d’Albert Dammouse, huile sur toile.
- Exposition à Rouen, du 4 juin au 26 septembre 2010[réf. nécessaire].

## Hommage
La manufacture Haviland a intitulé sa Collection Dammouse — un ensemble de pièces diverses et service de table réalisés — d'après d'une aquarelle réalisée par Édouard Dammouse vers 1880.